# Сюзанна де Бурбон
Сюзанна де Бурбон (фр. Suzanne de Bourbon; 10 мая 1491 — 28 апреля 1521) — дочь Анны де Божё и Пьера II де Бурбона, по собственному праву герцогиня де Бурбон и Овернь, графиня де Клермон-ан-Бовези, Форэ и Ла-Марш. Унаследовала титулы в 1503 году после смерти отца. Последняя представительница прямой ветви рода Бурбонов.

## Биография
Она была единственным выжившим ребёнком Пьера де Бурбона и Анны, дочери короля Франции Людовика XI. В отличие от королей Франции, правивших после 1498 года, в её жилах текла кровь Людовика XI и его предков из прямой линии рода Валуа.
После смерти отца, ввиду малолетства Сюзанны, обязанности регента при ней исполняла мать, основной заботой которой стали поиски подходящей партии для герцогини. Ещё ранее, 21 марта 1501 года, состоялась помолвка Сюзанны с Шарлем IV, герцогом Алансонским, для которой потребовалось специальное разрешение от папы римского. Однако такой союз сочли невыгодным, и помолвка вскоре была аннулирована. Кроме того, о своих притязаниях на наследство Сюзанны заявил Шарль III де Бурбон, её старший кузен. Юристы короля Людовика XII постановили, что права Шарля неопровержимы, и ради примирения сторон было принято решение о заключении брака между ними.
10 мая 1505 года Сюзанна вышла замуж за Шарля де Бурбона, на тот момент главу дома де Монпансье, младшей ветви Бурбонов. При вступлении в брак супругу Сюзанны были присвоены все её титулы, он стал её соправителем, тем самым объединив две линии Бурбонов. Согласно брачному контракту, владения Бурбонов становились собственностью Шарля и его наследников. В 1515 году Шарль стал коннетаблем Франции.
В этом браке родилось трое детей, но все они скончались в младенчестве:
- Франсуа де Бурбон (17 июля 1517 — февраль 1518);
- Безымянные близнецы. Они появились на свет мертворождёнными либо вследствие переживаний Сюзанны из-за смерти старшего сына, либо в результате выкидыша.

Смерть Сюзанны в 1521 году открыла вопрос о правопреемстве герцогства Бурбонского и других владений. На титулы и земли претендовали Шарль де Бурбон, как супруг Сюзанны и глава дома Бурбонов, и её кузина, Луиза Савойская, мать короля Франциска I, как старшая из потомков Шарля I де Бурбона.
Спор был решён в пользу Луизы в результате несправедливого судебного разбирательства (в своём завещании от 1519 года Сюзанна назначила наследником супруга, но этот аргумент был отклонён судьями под давлением короля Франциска, жаждавшего вернуть обширные территории в собственность короны). После неудачной тяжбы коннетабль де Бурбон организовал заговор против короля, сплотившись с его врагом императором Карлом V. Заговор был раскрыт, коннетабль, лишённый всех титулов и званий, был вынужден бежать в Италию, и в 1527 году погиб при разграблении Рима. В 1531 году владения Бурбонов были конфискованы государством.

## Комментарии
1. ↑  впоследствии Карл III, герцог де Бурбон